# Pleuroweisia schliephackei
Pleuroweisia schliephackei är en bladmossart som beskrevs av Karl Gustav Limpricht. Pleuroweisia schliephackei ingår i släktet Pleuroweisia och familjen Pottiaceae. Inga underarter finns listade i Catalogue of Life.